# Salyut 5
A Salyut 5 foi lançada em 22 de Junho de 1976 do Cosmódromo Baikonur de um foguete Proton 8K82K. Foi a terceira e última estação espacial militar Almaz, incluída no programa Salyut para esconder seu verdadeiro propósito. Seu lançamento e subsequente missão foram ambos completamente bem sucedidos. Os cosmonautas da Soyuz 21 trabalharam na estação de 7 de Julho a 24 de Agosto de 1976. A Soyuz 23 tentou aterrissar em 15 de Outubro, mas não foi capaz de entrar na estação. O grupo da Soyuz 24 trabalhou na estação de 8 de Fevereiro a 25 de Fevereiro de 1977.
Estruturalmente similar à Salyut 3, ela possuía uma massa total de aproximadamente 18-19 toneladas. Possuía dois painéis solares montados lateralmente no centro da estação, e um modulo que poderia se soltar da estação para retornar informações e materiais. Este módulo de pesquisa foi ejetado em 26 de Fevereiro de 1977, e recuperado pelos soviéticos. A Salyut 5 reentrou na superfície terrestre em 8 de Agosto de 1977 depois de as suas reservas de combustível terem acabado e a missão planejada Soyuz 25 não ser mais possível.

## Especificações
- Comprimento - 14.55 m
- Diâmetro máximo - 4.15 m
- Volume habitável - 100 m³
- Peso no lançamento - 19,000 kg
- Veículo de Lançamento - Proton (três-estágios)
- Inclinação Orbital - 51.6°
- Número de painéis solares - 2
- Carregadores de reabastecimento - Soyuz Ferry
- Número de portos de aterrissagem - 1
- Total de missões tripuladas - 3
- Total de missões tripuladas de longa duração - 2

## Naves Espaciais visitantes e grupos
- Soyuz 21 - 6 de Junho - 24 de Agosto de 1976
  - Boris Volynov
  - Vitali Zholobov

- Soyuz 23 - 14 de Outubro - 16 de Outubro de 1976 - Falha na aterrissagem
  - Vyacheslav Zudov
  - Valeri Rozhdestvensky

- Soyuz 24 - 7 de Fevereiro - 25 de Fevereiro de 1977
  - Viktor Gorbatko
  - Yuri Glazkov

### Expedições da Salyut 5
| Expedição | Grupo                          | Data de Lançamento                  | Vôo de Subida | Data de Aterrissagem                 | Vôo de Descida | Dias de duração |
| --------- | ------------------------------ | ----------------------------------- | ------------- | ------------------------------------ | -------------- | --------------- |
| Soyuz 21  | Boris Volynov, Vitali Zholobov | 6 de Junho de 1976 12:08:45 UTC     | Soyuz 21      | 24 de Agosto de 1976 18:32:17 UTC    | Soyuz 21       | 49.27           |
| Soyuz 24  | Viktor Gorbatko, Yuri Glazkov  | 7 de Fevereiro de 1977 16:11:00 UTC | Soyuz 21      | 25 de Fevereiro de 1977 09:38:00 UTC | Soyuz 21       | 17.73           |